# 丸岡銀行
丸岡銀行（まるおかぎんこう）は、明治期に福井県丸岡町（現・福井県坂井市）で設立された、北陸三県初の私立銀行。

## 概要
1880年（明治13年）に、丸岡藩士族らの出資によって当時としては珍しく私立銀行として設立。資本金3万円。
当時士族は国立銀行条例改正によって、明治政府より交付された金禄公債を資本金に充て、各地に国立銀行を設立していた。しかしながら、1879年（明治12年）に条例で定めた上限の153行に達したことから、その後はそうした道が閉ざされた。明治15年の福井県巡礼使の報告書では「資本薄弱にして業を張る能はざるか為か更に聞く所あらず。然れども破産閉店の患も亦なかるべしと云」とあり、業況が順調ではないことを示している。1886年（明治19年）3月破産。

## 沿革
- 1880年（明治13年）10月：設立[1]（北陸銀行創業百年史では明治13年7月設立）[2]
- 1886年（明治19年）3月：破産[1]（福井銀行八十年史では明治21年破産）